# Hřib Le Galové
Hřib Le Galové (Rubroboletus legaliae, (Pilát et Dermek) Della Maggiora et Trassin 2015) je vzácná jedovatá houba z čeledi hřibovitých, dříve řazená do sekce Luridi rodu Boletus. Popsán byl českým mykologem Albertem Pilátem v roce 1968 a pojmenován po francouzské mykoložce Marcelle Le Gal (1895–1979). Patří k barevně i tvarově nejvariabilnějším hřibům České republiky.

## Synonyma
- Boletus le-galiae Pilát 1968[2] nom. inval.[3]
- Boletus le-galiae Pilát 1969[4]
- Boletus legaliae Pilát 1969)
- Boletus lupinus sensu Bresadola (non orig. Fr.)[5]
- Boletus purpureus var. le-galiae Pilát 1949[4]
- Boletus satanas var. roseodermata Šmarda[5]
- Boletus satanoides sensu Smotlacha 1952 p. p. (non Smotl. 1920!)[5]
- Boletus splendidus C. Martín 1894
- Boletus splendidus subsp. splendidus[6]
- Rubroboletus legaliae (Pilát) Mikšík 2014 comb. inval.[7]

české názvy
- hřib červenka[8]
- hřib purpurový Le Galové[1]
- hřib skvostný[9]
- hřib tmavonachový[8]

## Taxonomie
Tomuto druhu se věnovala francouzská mykoložka Marcelle Le Galová, v roce 1948 jej vyobrazila a popsala jako houbu totožnou s Boletus lupinus sensu Bres. non Fr.. Boletus lupinus ve smyslu Friesově je houbou odlišnou, dnes česky nazývanou hřib vlčí (výskyt tohoto druhu na území České republiky a bývalého Československa není znám). Český mykolog Albert Pilát popsal tuto houbu nejdříve jako varietu hřibu purpurového – Boletus purpurový var. le-galiae (roku 1959), teprve později jako samostatný druh Boletus le-galiae – hřib Le Galové. Tento název publikoval v roce 1968 ve francouzském sborníku Revue de Mycologie; s ohledem na aktuální taxonomická pravidla je však považován za formálně neplatný, protože necituje typovou položku (exsikát). Tento nedostatek Pilát napravil roku 1969 v publikaci Houby Československa ve svém životním prostředí, kde uvádí typus PR 647975, Lysá n. L. IX. 1949, leg. Lukavec. V roce 2014 byl čínskými mykology na základě biomolekulárních analýz v souvislosti s popisem nového druhu Rubroboletus latisporus vytvořen rod Rubroboletus, do nějž čínští mykologové přesunuli některé příbuzné druhy z rodu Boletus. Jedním z příbuzných druhů, kterým se ale nevěnovali, byl hřib Le Galové. Ten do rodu Rubroboletus přesunul Michal Mikšík publikací kombinace Rubroboletus legalie 2014. Jako basionym ale citoval neplatný Pilátův název z roku 1968 (nikoli platný z roku 1969) a tudíž je tato kombinace považovaná za formálně neplatnou (comb. inval.).

## Popis

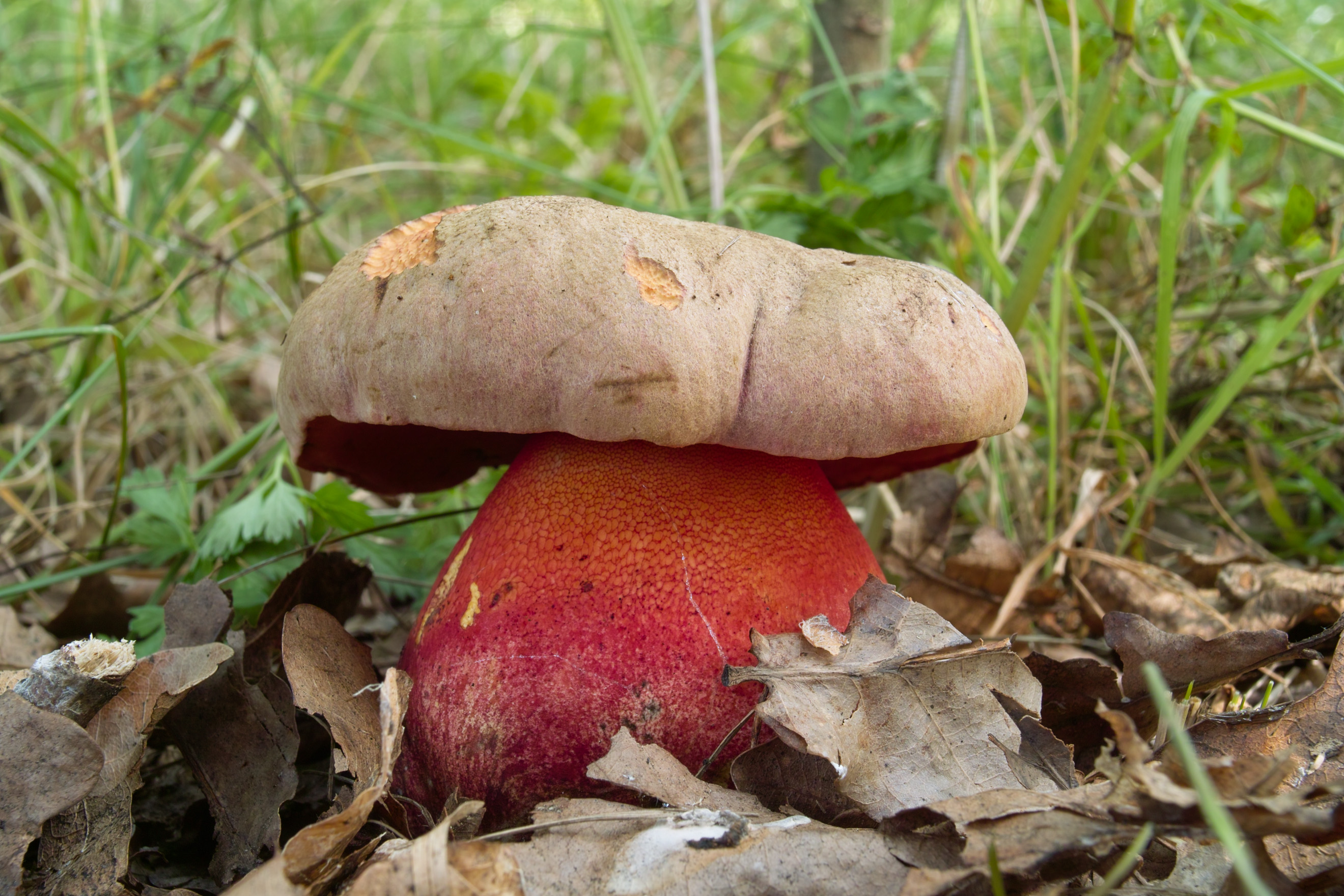
Hřib Le Galové

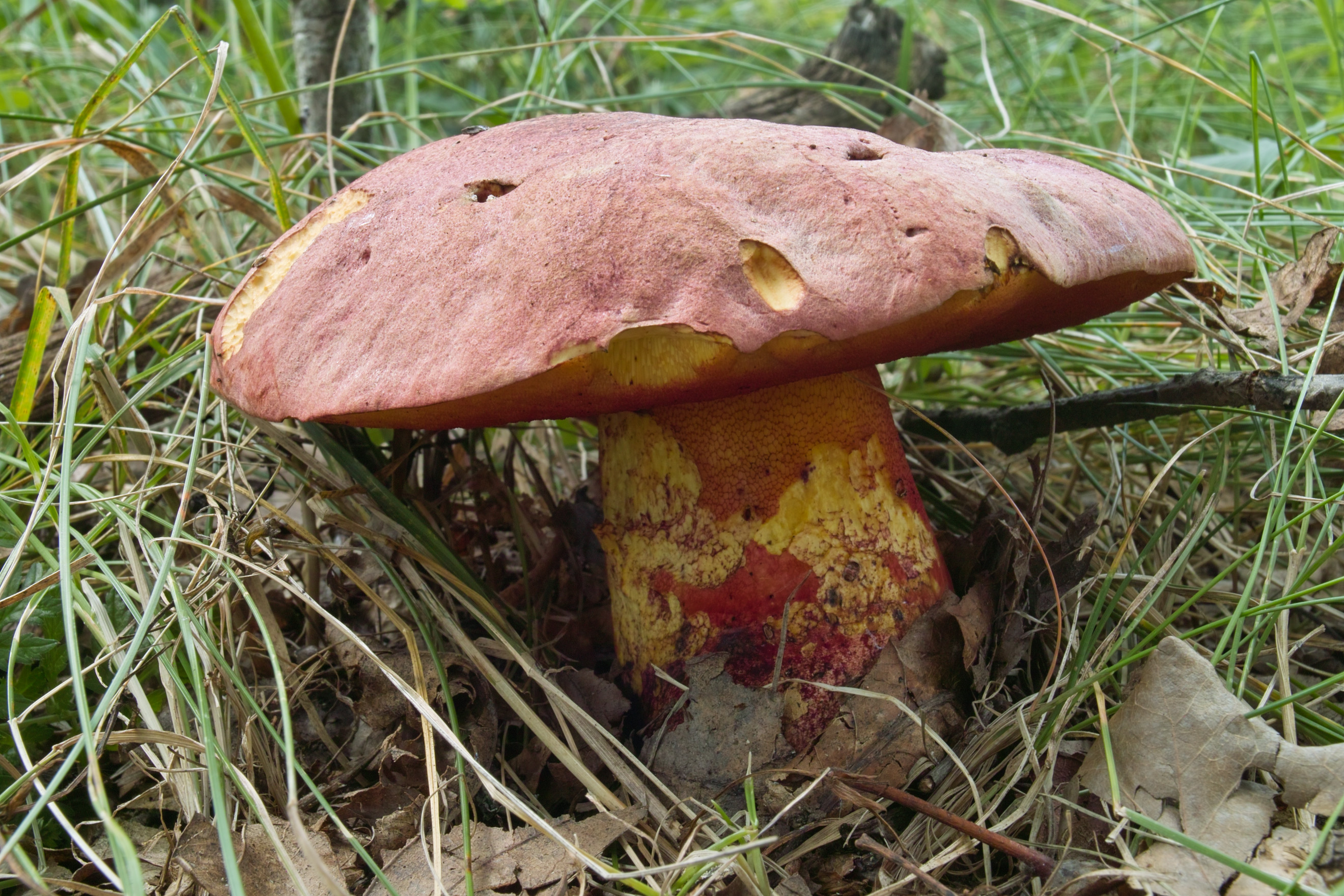
Hřib Le Galové

Klobouk má v průměru 60–140 (180) mm. Jeho povrch je původně špinavě bělavý či našedlý, později na temeni nahnědlý (barva bílé kávy). Ve stáří a obzvlášť následkem deštivého počasí může být povrchová vrstva smyta, v důsledku čehož je patrná narůžovělá, růžová až téměř červená barva. Ve stáří může být povrch rozpraskaný.
Rourky jsou před rozvitím jasně žluté, ve stáří žlutoolivové. Póry mají do rozvití žlutou barvu, poté červenají – mohou být jasně červené až oranžově červené, později blednou. Po otlaku modrají.
Třeň bývá oranžově žlutý, na bázi růžový až červený, horní polovinu obvykle kryje červená síťka, která může přecházet až do spodní části, případně být redukovaná. Po otlačení povrch třeně modrá.
Dužnina je bledá až světle žlutá, po nakrojení či poškození modrá. Při zasychání je cítit po Maggi

## Výskyt
Hřib Le Galové je poměrně vzácný teplomilný druh. Vyskytuje se v listnatých lesích teplých oblastí a na hrázích rybníků. Vázaný je obvykle na duby. Pilát jej řadil do druhů xerotermních dubohabrových hájů na vápencích.

## Rozšíření
Roste v Evropě, k zemím s výskytem tohoto druhu patří Česká republika, Dánsko, Chorvatsko, Norsko, Rakousko, Slovinsko, Spojené království, Španělsko, Švédsko.
V České republice se vyskytuje v Polabí, okolí Brna, na Vizovické vrchovině a na Břeclavsku.
V rámci chráněných území České republiky byly publikované nálezy hřibu Le Galové mimo jiné z následujících lokalit:
- Luční[9] (okres Tábor)
- Poodří[12] (Moravskoslezský kraj)
- Vrbenské rybníky[9] (okres České Budějovice)

## Záměna
Vlivem barevné variability související s počasím se může vzhled blížit několika dalším hřibům. Plodnice s červeným třeněm a světlým kloboukem se vzhledově blíží příbuzným druhům jako:
- hřib Moserův (Rubroboletus rubrosanguineus) – roste pod jehličnany
- hřib nachový (Rubroboletus rhodoxanthus) – při zasychání není cítit po Maggi, nevyskytuje se na hrázích
- hřib rudonachový (Imperator rhodopurpureus) – kompaktnější plodnice s dlouho podvinutým okrajem klobouku, snadno a silně modrá až černá
- hřib satan (Rubroboletus satanas) – mohutnější plodnice, ve stáří páchnou, na hrázích rybníků roste výjimečně

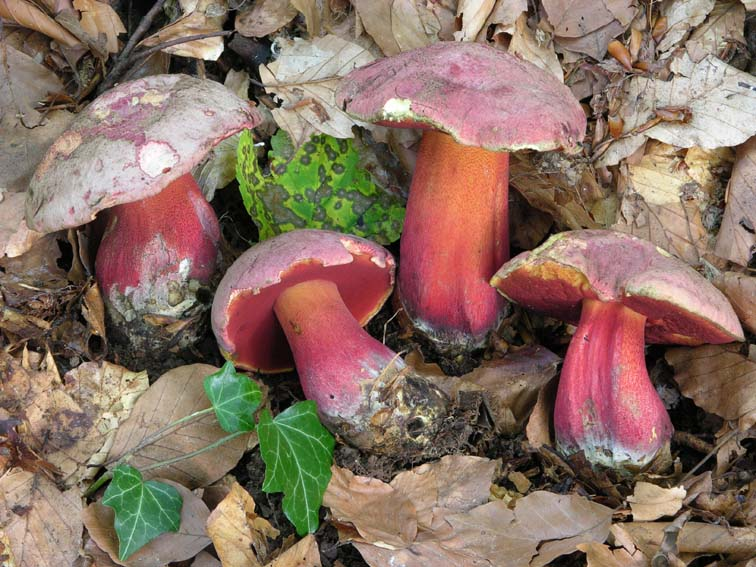
hřib Moserův
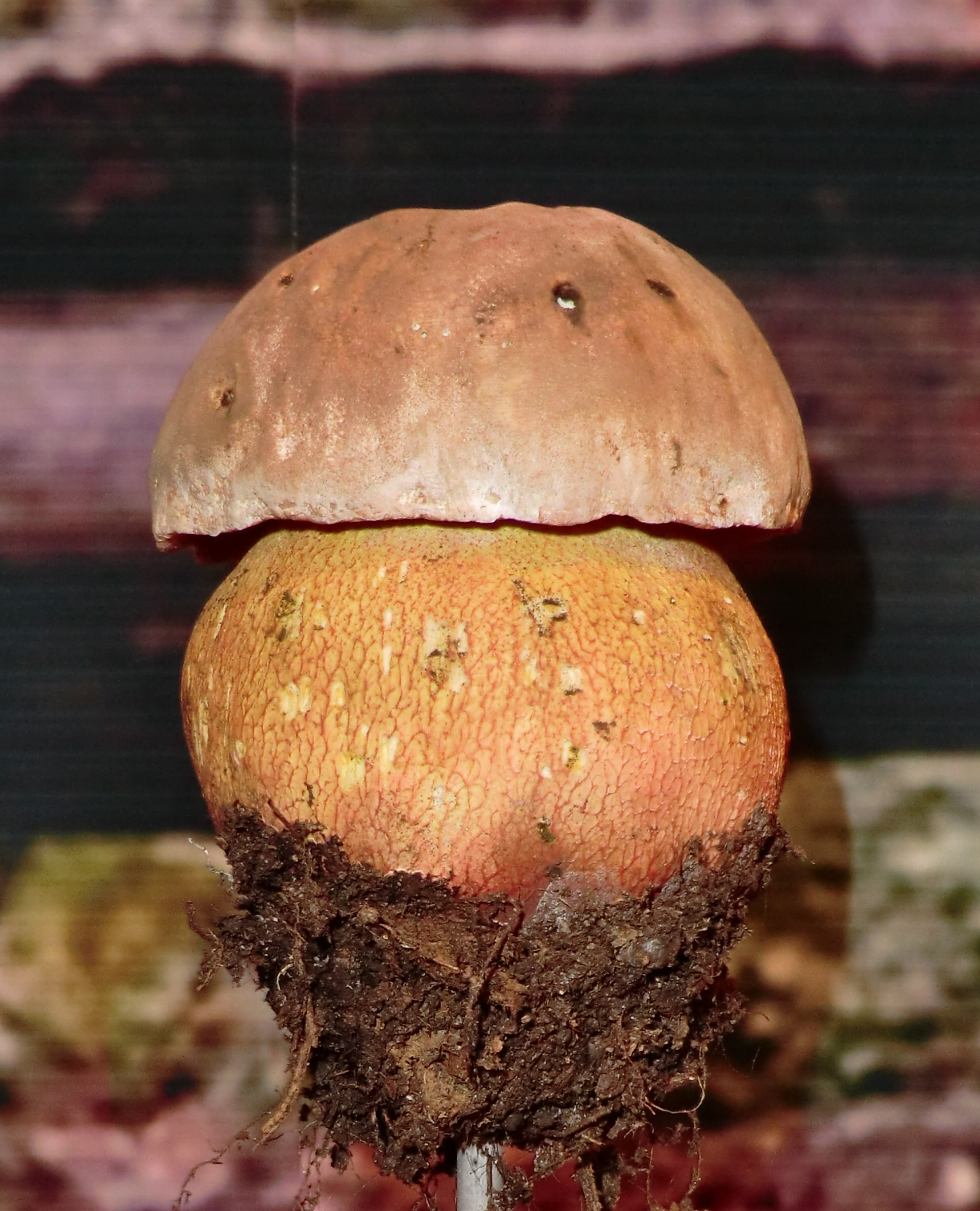
hřib nachový
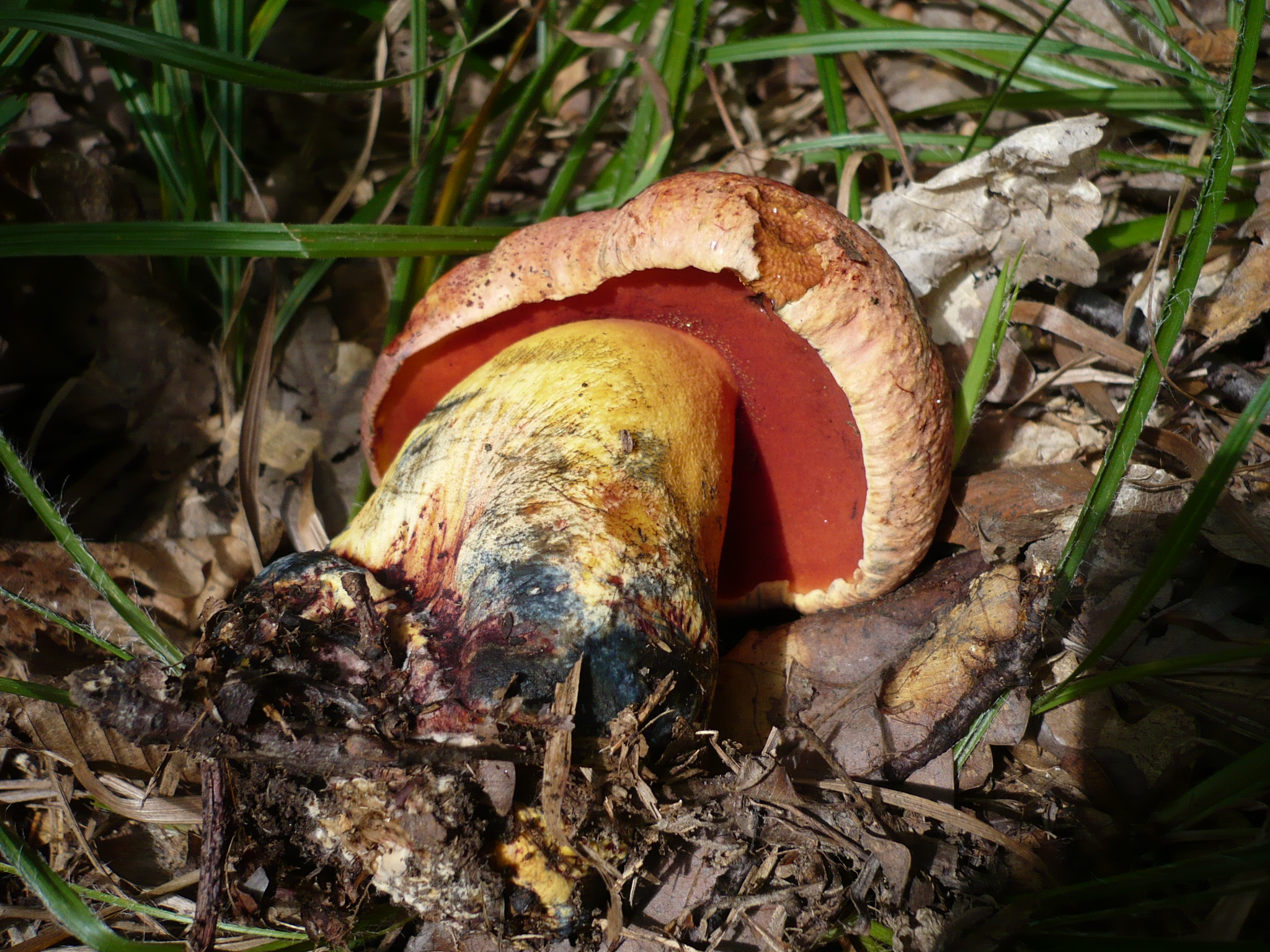
hřib rudonachový
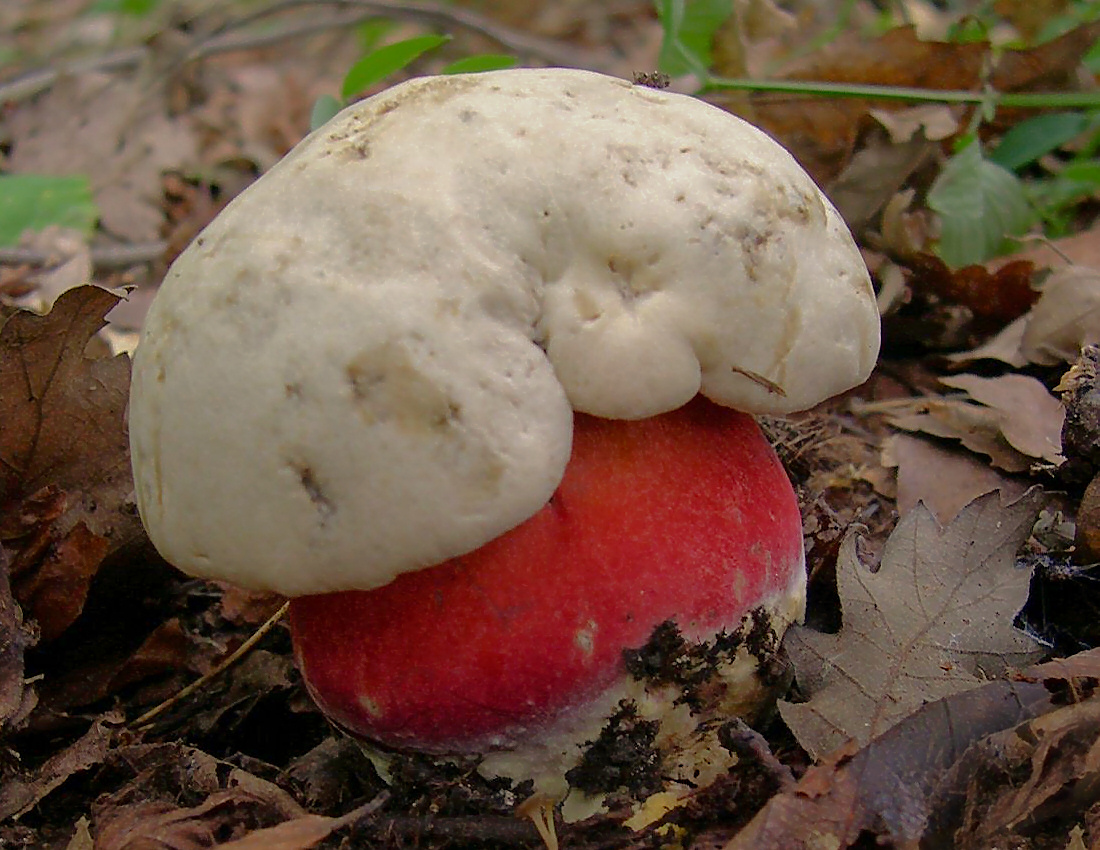
hřib satan

## Formy a variety

### Hřib Špinarův
Forma se světlejším zbarvením a žlutými póry hřib Le Galové Špinarův (někdy klasifikována jako samostatný druh – hřib Špinarův) může připomínat hřib královský (který však při poškození nemodrá), případně hřib růžovník (jehož póry ale nemají červenou či načervenalou barvu).

## Ochrana
Hřib Le Galové je veden v Červeném seznamu hub České republiky jako zranitelný druh. Neměl by se proto sbírat. Většina českých lokalit leží mimo chráněná území.